# Locmélar
Locmélar (bret. Lokmelar) – miejscowość i gmina we Francji, w regionie Bretania, w departamencie Finistère. W 2013 roku populacja gminy wynosiła 459 mieszkańców. Przez miejscowość przepływa rzeka Élorn. 